# Sebastian Gregory
Sebastian Gregory es un actor y músico australiano, conocido por haber interpretado a JB Deekes en The Elephant Princess.

## Biografía
Estudió en McKinnon Secondary College.

## Carrera
Gregory tiene una banda llamada "Menace".
En el 2008 se unió al elenco de la serie The Elephant Princess donde interpretó a JB Deeks hasta finalizar la primera temporada en el 2009.
Ese mismo año apareció en la película Acolytes donde interpretó a Mark, un joven que termina envuelto en un asesinato y violencia.
El 8 de junio de 2012 Sebastian apareció como personaje recurrente en la popular serie australiana Neighbours donde interpretó al estudiante universitario y genio en matemáticas Ed Lee, hasta el 1 de octubre de 2012 después de que su personaje terminara su relación con Natasha Williams. Anteriormente apareció por primera vez en la serie el 2 de junio de 2006 cuando interpretó a Garrett Burnes, el interés romántico de Rachel Kinski en cinco episodios.

## Filmografía
Series de televisión
| Año         | Título                | Personaje     | Notas                         |
| ----------- | --------------------- | ------------- | ----------------------------- |
| 2012        | Neighbours            | Ed Lee        | 20 episodios                  |
| 2008 - 2009 | The Elephant Princess | JB Deekes     | 26 episodios                  |
| 2004        | Blue Heelers          | Rohan Shanley | episodio "Happily Ever After" |

Películas
| Año  | Título                 | Personaje   | Notas                                                                                                  |
| ---- | ---------------------- | ----------- | --- |
| 2013 | Return to Nim's Island | -           | junto a Matthew Lillard, Bindi Irwin, Toby Wallace & John Waters                                       |
| 2011 | A Heartbeat Away       | Kevin Flack | junto a Isabel Lucas, Mark Furze, William Zappa, Tammy MacIntosh, Colin Friels & Roy Billing           |
| 2009 | Accidents Happen       | Doug Post   | junto a Geena Davis, Harry Cook, Joel Tobeck, Morgan Griffin, Erik Thomson & Viva Bianca & Nathan Page |
| 2009 | Beautiful              | Danny       | junto a Peta Wilson, Aaron Jeffery, Asher Keddie, Tahyna Tozzi, Socratis Otto & Alex Williamson        |
| 2008 | Buses and Trains       | Joven Chef  | corto - junto a Emily Wheaton, Michael Harrison, Natasha Cunningham & Glenn Ellis                      |
| 2008 | Acolytes               | Mark        | junto a Joel Edgerton, Michael Dorman, Hanna Mangan Lawrence, Anthony Phelan & Bella Heathcote         |
| -    | Webster Says           | -           | corto                                                                                                  |
| -    | Girl In The Window     | -           | corto                                                                                                  |
| -    | Journey Of Fire        | -           | corto                                                                                                  |
| -    | End Of The Line        | -           | corto                                                                                                  |

Teatro
| Año | Obra         | Personaje      | Notas |
| --- | ------------ | -------------- | ----- |
| -   | Wizard of Oz | Major Munchkin | -     |

## Premios y nominaciones
| Año  | Categoría        | Premio                         | Obra      | Resultado |
| ---- | ---------------- | ------------------------------ | --------- | --------- |
| 2009 | Best Young Actor | Australian Film Industry Award | Beautiful | Nominado  |